# Kōji Ishikawa (artiste)
Pour les articles homonymes, voir Ishikawa.
Kōji Ishikawa (イシカワコウジ, Ishikawa Kōji) est un artiste contemporain japonais. Tandis que son œuvre a été exposée dans le monde entier, Ishikawa a eu sept expositions personnelles depuis 1991.

## Expositions

### Expositions personnelles (sélection)
- 2003 Atelier Nishinomiya, Hyogo. Japon.
- 2002 Gallery Yamaguchi, Tokyo. Japon.
- 2001 Gallery Yamaguchi. Tokyo. Japon.
- 2000 Gallery Gen, Fukuoka. Japon.
- 1997 Gallery Gen, Fukuoka. Japon.
- 1995 Gallery Gen, Fukuoka. Japon.
- 1994 Gallery Gen, Fukuoka. Japon.

### Expositions de groupe (sélection)
- 2013: Continuum-2013, VAM Art Gallery, New Jersey, USA
- 2010: The International plain notebook project, Tel Aviv, Israël
- 2005: New Generation of Contemporary Printers in West Japan, Kake Museum of Art, Kurashiki. Japon.
- 2004: "Power of Printmaking" Exhibition of ispa JAPAN, The Museum of Kyoto, Kyoto. Japon.
- 2003: Outstanding Rising Artists Exhibition, Sompo Japan Museum of Art, Tokyo. Japon.
- 2003: Art Jam, Gallery Yamaguchi, Tokyo. Japon.
- 2003: Busan International Print Art Festival, Busan, Corée.
- 2002: Tokyo Wonder Wall, Musée d'art contemporain de Tokyo. Japon.
- 2002: The Yamamoto Kanae Print Grand Prix Competition, Nagano. Japon.
- 2002: International Print Making Exhibition in Daejeon, Daejeon, Corée du Sud.
- 2001: Tokyo Wonder Wall, Musée d'art contemporain de Tokyo, Tokyo, Tokyo. Japon.
- 1999: Prints of 4 Artists, Atelier Nishinomiya, Hyogo. Japon.
- 1999: "Triennale of 100 Cities", Rio de Janeiro, Brésil.
- 1998: Contemporary Art Print Contest, Centre d'art contemporain d'Osaka. Japon.
- 1998: Awarded with an Excellent prize.
- 1998: Direction of The Picture '98, Centre d'art contemporain d'Osaka.
- 1997: Cracow International Print Triennial '97, Cracovie, Pologne.
- 1996: Into Print, gallery coco, Kyoto / Gallery Gen, Fukuoka. Japan. / Aichi Art Culture Center, Nagoya. Japon.
- 1995: Into Print, Gallery Gen, Fukuoka. Japon.
- 1994: Into Print, gallery coco, Kyoto. Japon.
- 1993: 5e Wakayama Prints biennale, Wakayama Modern Art Museum, Wakayama. Japon.
- 1993: Tokyo Machida International Printing Exhibition, Machida City Museum of Graphic Arts, Tokyo. Japon.
- 1991: Awarded with the Grand Prix in a contest to commemorate Jiro Yoshihara du groupe Gutai, Centre d'art contemporain d'Osaka, Osaka.  Japon.
- 1991: Six Artists Show of Awarded with Jiro Yoshihara of Gutai. / Shinanobashi Gallery, Osaka. Japon.
- 1991: The 2nd '91 Daejeon Triennale, Daejeon, Corée.

## Collections publiques
- Centre d'art contemporain d'Osaka, Osaka. Japan.
- University of Texas at Arlington, Arlington, Texas, U.S.A.

## Source de la traduction
- (en) Cet article est partiellement ou en totalité issu de l’article de Wikipédia en anglais intitulé « Koji Ishikawa (artist) » (voir la liste des auteurs).